# Verdilhão-do-deserto
O verdilhão-do-deserto ou asa-rosada (Rhodospiza obsoleta)  é um Passeriforme acastanhado da família Fringillidae. Também classificado como Carduelis obsoleta e Rhodopechys obsoletus.

## Descrição
Tem uma envergadura entre asas de 26 cm, asas pretas e brancas com uma barra cor-de-rosa, cauda preta e branca, bico preto e grosso, corpo acastanhado, com as partes inferiores mais claras, quase branco-acastanhadas.. A fêmea é parecida com o macho, mas as cores são mais baças.
A fêmea põe 4-5 ovos azulados com pintas castanho-escuras ou negras, num ninho em forma de taça, construído com caules de plantas de uma forma um pouco desordenada, forrado no interior com fibras vegetais, mas sem pêlos nem penas (Roberts, 1992). O ninho pode ser construído numa árvore, mesmo em pomares, ou num arbusto.
É um pássaro residente, apenas migra localmente.

## Distribuição
Afeganistão; noroeste e norte da China (Sinquião, Mongólia Interior, Gansu);  nordeste do Egito; Irão; norte do Iraque; Israel; Jordânia central; sul, este e centro do Casaquistão; Quirguistão; Paquistão (Baluchistão); Palestina; norte da Arábia Saudita; Síria; Tajiquistão; sudeste da Turquia; Turquemenistão.

## Habitat
O verdilhão do deserto é um habitante das regiões semi-áridas semeadas de moitas, das planícies e montanhas cobertas de estepes, mas perto de áreas cultivadas, de zonas arborizadas, de pomares e jardins, com cursos de água, da qual necessita.

## Alimentação
Alimenta-se essencialmente de sementes. Gosta das cabeças florais de plantas herbáceas, em especial das sementes de Alhagi camelorum, comum no vale de Quetta, Paquistão (in Roberts, 1992). Também se alimenta das silíquas de uma brassicácea (Erophila verna). Pode ser visto a alimentar-se aos pares, em pequenos grupos ou em grandes bandos.

## Filogenia
Obtida por Zamora et al e Arnaiz-Villena et al.

## Origem dos verdilhões

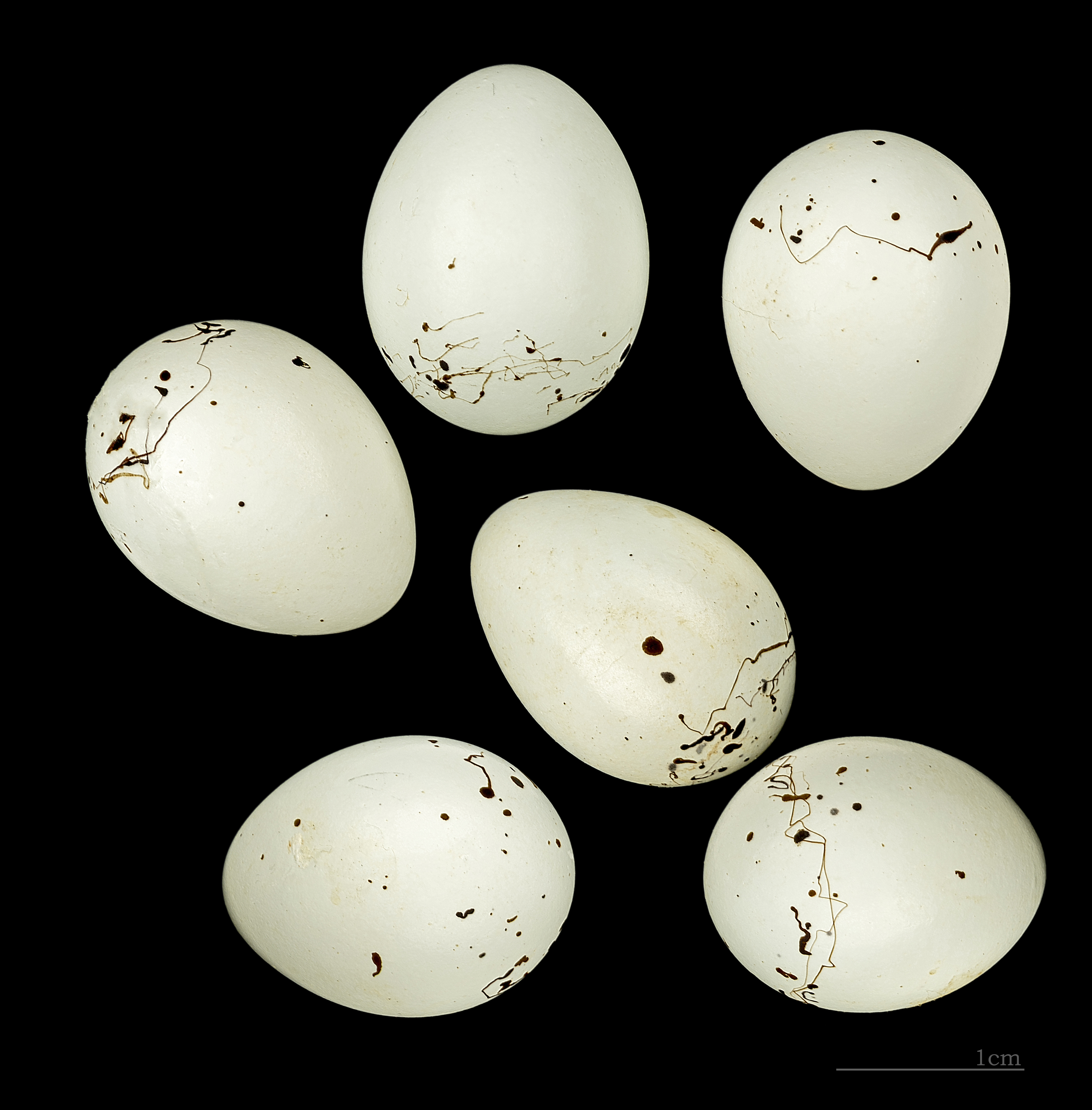
Rhodospiza obsoleta MHNT

Estudos filogenéticos recentes, baseados na análise da sequência do ADN mitocondrial (Zamora et al, 2006), mostram que o verdilhão do deserto é um antepassado dos verdilhões (c. cloris, c. sinica, c. spinoides, c. ambigua), e não um parente do pintarroxo trombeteiro (Rhodopechys githaginea), como era considerado até aí. Uma possível origem dos verdilhões poderá ter sido a partir de um antepassado comum, do verdilhão do deserto e dos verdilhões, que terá aparecido à cerca de 6 milhões de anos, tendo evoluído para uma espécie com cores mais vivas com predominância dos verdes e mais tarde dos amarelos, adaptada a bosques e florestas (os verdilhões) e para uma espécie com cores mais pálidas com predominância das cores acastanhadas, bem adaptada a regiões semi-áridas (o verdilhão do deserto).
Deste modo, o verdilhão do deserto (Rhodopechys obsoleta) deverá ser incluído no género carduelis, passando a chamar-se carduelis obsoleta, deixando de estar incluído no género rhodopechys (Arnaiz-Villena et al, 2009).